# Kasimir IV. Andreas

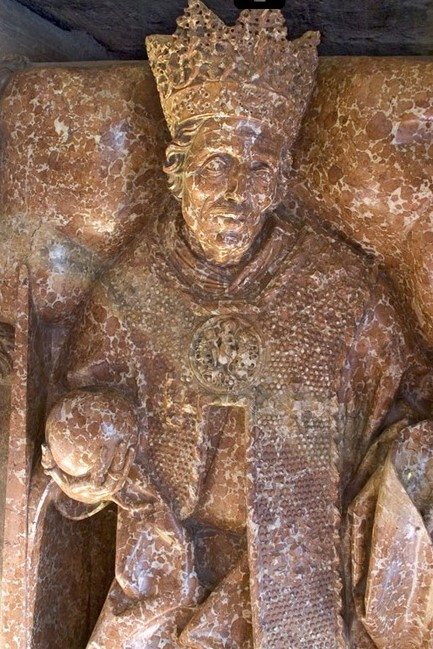
Ausschnitt aus dem Grabmal

Kasimir IV. Andreas (genannt der Jagiellone, polnisch Kazimierz IV Andrzej Jagiellończykⓘ, litauisch Kazimieras I Andrius Jogailaitis; * 30. November 1427 in Krakau; † 7. Juni 1492 in Grodno) war ab 1440 Großfürst von Litauen und ab 1447 König von Polen. Als Sohn Jogailas entstammte er der Dynastie der Jagiellonen.

## Leben
Kasimir war der jüngere Sohn des litauischen Großfürsten und polnischen Königs Jogaila und der Sophie Holszańska. Er war ein jüngerer Bruder Władysławs III., des Königs von Ungarn und Polen. Nach dessen Tod in der Schlacht bei Warna 1444 und einem dreijährigen Interregnum folgte er ihm auf dem polnischen Thron. Da Kasimir bereits Großfürst von Litauen war, wurden mit diesem Akt beide Staaten wieder in einer Personalunion vereinigt. Während seiner 45-jährigen Herrschaft erreichte das Land den Status einer Großmacht. Auch wirtschaftlich und kulturell folgt eine Blütezeit, die in Polen das „Goldene Zeitalter“ genannt wird.
Am 10. Februar 1454 vermählte sich Kasimir mit Elisabeth von Habsburg, der Tochter König Albrechts II. und Enkeltochter Kaiser Sigismunds. Diese Heirat bekräftigte Ansprüche der Jagiellonen auf die Kronen von Ungarn und Böhmen und verstärkte die Verbindungen zwischen dem Haus Habsburg und den Jagiellonen. Elisabeth wurde später als die Mutter der Jagiellonenkönige bekannt.
Während der Hochzeitsfeier warben Vertreter des Preußischen Bundes um Hilfe gegen den Deutschen Orden. Der König versprach Hilfe und die Preußen rebellierten. Polnische Feldtruppen erlitten in der Schlacht von Konitz eine Niederlage und griffen danach kaum aktiv in den Krieg zwischen dem Preußischen Bund und dem Deutschen Orden ein. Der Krieg endete 1466 zugunsten des Bundes und somit auch des Königs mit dem Zweiten Frieden von Thorn. Der Orden verlor den westlichen Teil seines Herrschaftsgebiets, der sich als autonomes Preußen Königlichen Anteils der Oberhoheit der polnische Krone unterstellte. Für den ihm verbleibenden östlichen Teil Preußens musste der Hochmeister dem polnischen König Heeresfolge leisten. Kaiser und Papst erkannten den Friedensvertrag nicht an.
1476 erkannte der polnische König als Lehnsherr Preußens das Rechtsbuch Alter Kulm als rechtlich bindenden Text in Preußen an.
Im Jahr 1480 schloss Kasimir ein Bündnis mit Akhmat Khan, dem Führer der Goldenen Horde, gegen das Großfürstentum Moskau unter Iwan III. Da es aber im gleichen Zeitraum zum Preußischen Pfaffenkrieg kam, konnte Kasimir seine Verpflichtungen gegenüber Akhmat Khan nicht erfüllen. Dies trug maßgeblich zum Rückzug beider Parteien im Stehen an der Ugra bei.
Kasimir und Elisabeth hatten viele Kinder. Vier Söhne wurden Könige, zwei weitere wählten ein geistliches Leben (Kasimir wurde später als St. Kasimir kanonisiert). Unter seinem Sohn Sigismund I. erreichte das „Goldene Zeitalter“ Polens seinen Höhepunkt. Eine der Töchter, Hedwig Jagiellonica (1457–1502), vermählte sich 1475 in der prunkvollen Landshuter Hochzeit mit Georg dem Reichen von Bayern-Landshut.

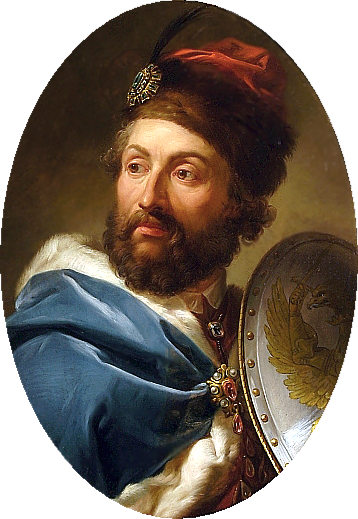
Kasimir Andreas, nicht-zeitgenössisches Ölgemälde auf Kupfer von Marcello Bacciarelli (um 1770)

### Grabmal
In der Wawel-Kathedrale in Krakau erinnert eine Tumba an den König. Das Grabmal ist eine Arbeit von Veit Stoß. Die Grabplatte zeigt eine plastische Darstellung des Königs – auf ein Totenkissen gebettet – mit Krone, Gewand und weiteren Attributen der Königswürde, einschließlich zweier plastischer Wappendarstellungen.
Als 1973 das Grab von Kasimir aufwendig restauriert wurde, starben zwölf der beteiligten Personen, viele weitere erkrankten. Es wird vermutet, dass sie im Rahmen der Arbeiten mit Toxinen des Schimmelpilzes Aspergillus flavus in Kontakt kamen.

## Ehe und Nachkommen
Kasimir IV. Andreas heiratete am 10. Februar 1454 Elisabeth von Habsburg (* 1437 in Wien; † 30. August 1505 in Krakau), Tochter des deutschen Königs Albrecht II. von Habsburg. Zur Nachkommenschaft Kasimirs zählen:
- Vladislav II. (* 1456; † 1516), König von Böhmen und Ungarn
- Hedwig (* 1457; † 1502), verheiratet mit Georg dem Reichen, Herzog von Bayern-Landshut
- Kasimir (* 1458; † 1484), Heiliger und Schutzpatron von Polen und Litauen
- Johann I. (* 1459; † 1501), König von Polen
- Alexander (* 1461; † 1506), Großfürst von Litauen und König von Polen
- Sofia (* 1464; † 1512), verheiratet mit Markgraf Friedrich V. von Brandenburg-Ansbach, Mutter von Herzog Albrecht von Preußen
- Elisabeth (* 1465; † 1466)
- Sigismund I. (* 1467; † 1548), Großfürst von Litauen und König von Polen
- Friedrich (* 1468; † 1503), Bischof von Krakau, Erzbischof von Gnesen, Kardinal-Presbyter
- Elisabeth (* 1472; † 1480/81)
- Anna (* 1476; † 1503), verheiratet mit Herzog Bogislaw X. von Pommern
- Barbara (* 1478; † 1534), verheiratet mit Herzog Georg dem Bärtigen von Sachsen
- Elisabeth (* 1482; † 1517), verheiratet mit Friedrich II. von Liegnitz und Brieg

## Trivia
Kasimir wurde in Sylwester Chęcińskis Kinderfilm Die Geschichte vom Saffianschuh (1961) von Tadeusz Białoszczyński dargestellt.